# Loma Linda (Califórnia)
Loma Linda é uma cidade localizada no estado americano da Califórnia, no Condado de San Bernardino. Foi incorporada em 29 de setembro de 1970.

## Geografia
De acordo com o United States Census Bureau, a cidade tem uma área de 19,5 km², onde todos os 19,5 km² estão cobertos por terra.

### Localidades na vizinhança
O diagrama seguinte representa as localidades num raio de 16 km ao redor de Loma Linda.

## Demografia
Segundo o censo nacional de 2010, a sua população é de 23 261 habitantes e sua densidade populacional é de 1 194,30 hab/km². Possui 9 649 residências, que resulta em uma densidade de 495,41 residências/km².

## Adventistas do Sétimo Dia e Longevidade
Loma Linda é um dos lugares com maiores concentrações de adventistas no mundo. É grande o número de vegetarianos na cidade devido aos adventistas e a maioria dos restaurantes de lá fornecem diversas opções de comida vegetariana. Os adventistas de Loma Linda têm uma das maiores taxas de longevidade do mundo. O pesquisador Dan Buettner definiu Loma Linda como uma zona azul, devido à alta longevidade e às práticas adventistas de saúde e à dieta vegetariana. Na cidade há um rigoroso controle na venda de fumo, álcool e carnes.